# Кастиљоне (Салерно)
Кастиљоне (итал. Castiglione) је насеље у Италији у округу Салерно, региону Кампанија.
Према процени из 2011. у насељу је живело 240 становника. Насеље се налази на надморској висини од 129 м.